# Elena Petreska
Elena Petreska (ur. 1 sierpnia 1980 w Prilepie) – macedońska piosenkarka.

## Kariera
Zaczynała działalność muzyczną od występów na dziecięcych festiwalach muzycznych. Studiowała na Akademii Muzycznej w Skopju. W 2001 wzięła udział z piosenką „Ne gledaj nazad” w konkursie OhridFest, w którym zajęła pierwsze miejsce w głosowaniu jurorów oraz trzecie miejsce w głosowaniu telewidzów. W grudniu 2003 wydała debiutancką płytę studyjną pt. Odam do kraj.
W 2005 z numerem „Reka” zajęła trzecie miejsce na festiwalu MakFest. W 2006 dzięki piosence „Galebe” zwyciężyła na festiwalu Ohrid Fest. W 2007 zajęła szóste miejsce z piosenką „Peam” w finale krajowych eliminacji do 52. Konkursu Piosenki Eurowizji. Zajęła także dziewiąte miejsce z utworem „Kad leptir sleti” na festiwalu Budva Fest oraz została laureatką drugiego miejsca z piosenką „NLO” na festiwalu Ohrid Fest.

## Dyskografia
Albumy studyjne
- Odam do kraj (2003)